# Marilyn Musgrave

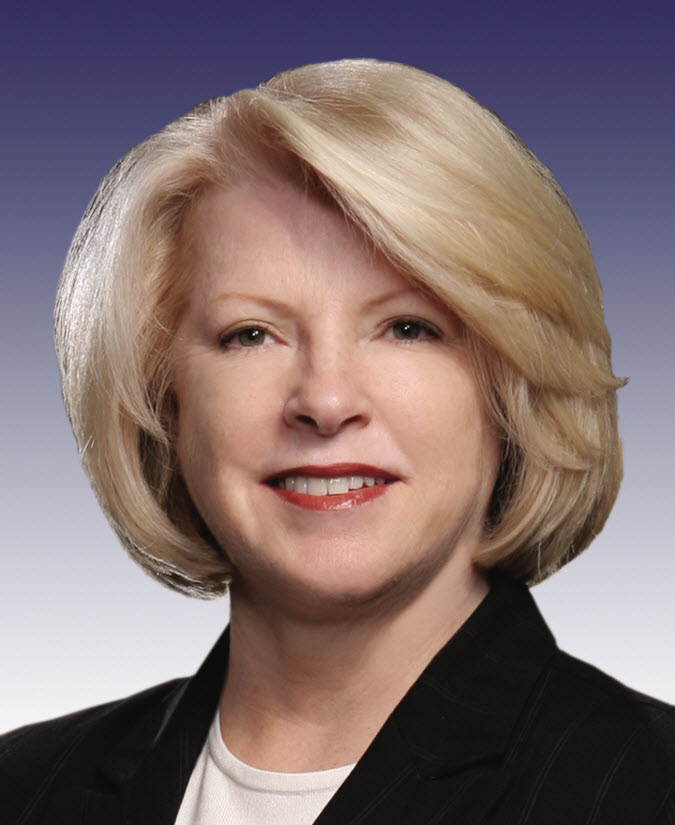
Marilyn Musgrave

Marilyn Neoma Musgrave (* 27. Januar 1949 in Greeley, Colorado) ist eine US-amerikanische Politikerin. Sie ist Mitglied der Republikaner und vertrat von 2003 bis 2009 den vierten Kongresswahlbezirk des Bundesstaates Colorado im US-Repräsentantenhaus. Zuvor gehörte sie ab 1992 dem Repräsentantenhaus und dem Senat von Colorado an.
Musgrave gilt als sehr konservativ, sogar nach republikanischen Standards. Bekannt wurde sie durch die von ihr zusammen mit Senator Wayne Allard eingebrachte Gesetzesvorlage, das Federal Marriage Amendment, welches sich gegen gleichgeschlechtliche Ehen wendet. Sie ist scharfe Abtreibungsgegnerin („pro-life“), auch bei Fällen von Vergewaltigung und Inzest. Eine Verschärfung der Waffengesetze lehnt sie ab, der Kongress-Arbeitskreis („caucus“) zum 2. Verfassungszusatz, der das Recht auf Waffenbesitz regelt, wurde von ihr initiiert.
Die Anti-Korruptionsorganisation CREW (Citizens for Responsibility and Ethics in Washington) stufte Musgrave in den Jahren 2005 als eine der „thirteen most corrupt members of Congress“ und 2006 als eine der „20 most corrupt members of Congress“ ein. Insbesondere wurde ihr vorgeworfen, die Privilegien, die sie als Kongressmitglied genießt, für Wahlkampfzwecke missbraucht zu haben. Musgrave bestreitet diese Anschuldigungen. Auf der Website von CREW sind sie derzeit (2011) keine aktuellen Anschuldigungen mehr zu finden.
Im Repräsentantenhaus war sie Mitglied im Committee on Agriculture, dem Committee on Education and the Workforce und dem Committee on Small Business.
Bei der Wahl 2006 setzte sie sich noch mit 45,6 % in ihrem Wahlkreis gegen die Demokratin Angie Paccione (43,1 %) und den für die Reformer antretenden Eric Eidsness durch. Eidsness ist mittlerweile Mitglied der Demokraten geworden.
Die Wahlen 2008 verlor sie allerdings überraschend deutlich gegen ihre Herausforderin von den Demokraten, Betsy Markey. Sie konnte nur noch 44 % der Wählerstimmen für sich gewinnen, auf Markey entfielen 56 %. Musgrave konnte zwar wiederum in den ländlichen Gemeinden des Wahlbezirks punkten, verlor aber deutlich in den urbaner strukturierten Counties. Ihre Niederlage hat Musgrave bisher nicht öffentlich kommentiert, auch eine Gratulation an Markey blieb aus.